# Fulgencio Gil Jódar
Gil  Jódar est un nom espagnol. Le premier nom de famille, en général paternel, est Gil ; le second, en général maternel, souvent omis, est Jódar.
Fulgencio Gil Jódar, né le 23 novembre 1972, est un homme politique espagnol membre du Parti populaire. Il est sénateur de Murcie de 2015 à 2017 pour les XIe et XIIe législatures. Il est maire de Lorca de 2017 à 2019 et depuis 2023.

## Biographie
Il est marié et père de deux filles et un fils.

### Profession
Il est titulaire d'une licence en droit et d'un master obtenus à l'université de Murcie. Il est avocat depuis novembre 1995. De 2007 à 2015, il est chef de cabinet du maire de Lorca.

### Carrière politique
De 1999 à 2003 puis depuis 2015, il est conseiller municipal de Lorca.
Le 20 décembre 2015, il est élu sénateur pour la circonscription de Murcie au Sénat et réélu en 2016. Il annonce la démission de son mandat de parlementaire lorsqu'il est investi, à la majorité absolue, maire de Lorca le 13 mai 2017 après la démission de Francisco Jódar Alonso nommé conseiller au gouvernement régional. Son siège de sénateur est repris par Nuria Guijarro Carrillo. Néanmoins, son groupe parlementaire lui demande de conserver son mandat jusqu'à la fin de la période de sessions qui s'achève le 30 juin par l'examen du budget de l'État, débat au cours duquel il a prévu de réaliser cinq interventions. La démission est rendue effective le 30 juin.
Lors des élections municipales de 2019, le PP et le PSOE obtiennent chacun dix sièges de conseillers, mais le candidat socialiste Diego José Mateos est élu maire de Lorca grâce aux voix de la Gauche unie et de Ciudadanos. À la suite des élections municipales de 2023, Fulgencio Gil Jódar est élu à la majorité simple maire de Lorca.